# Stanisław Durink

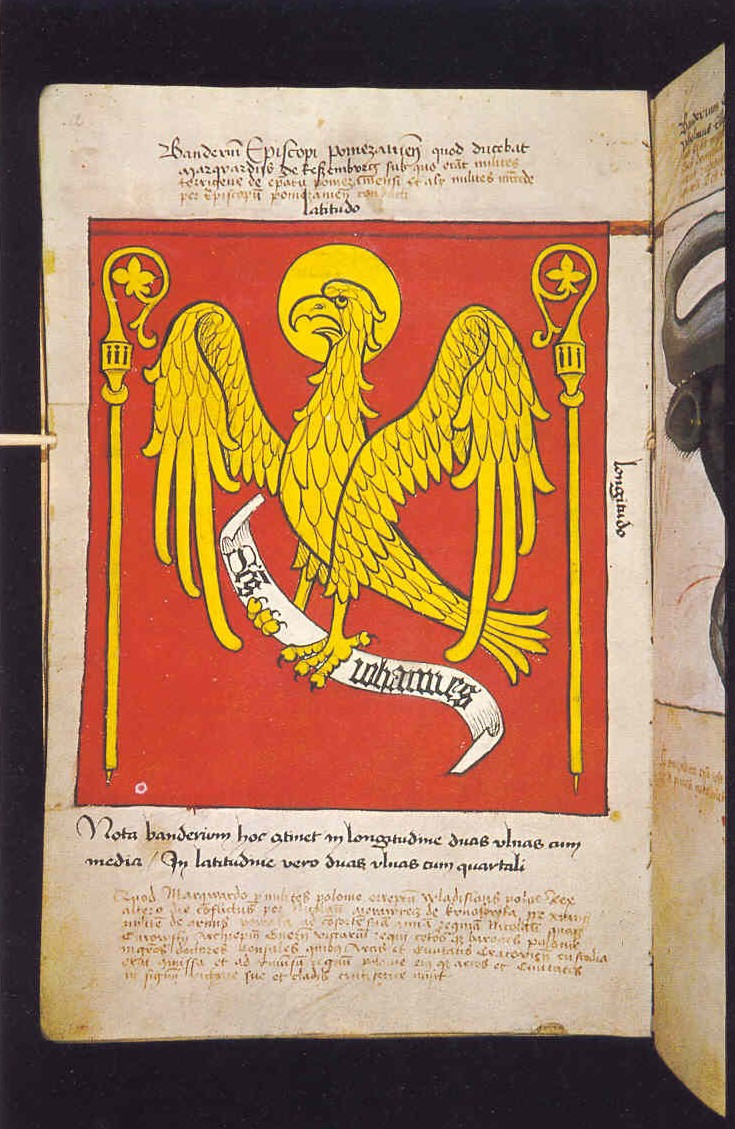
Banderia Prutenorum, chorągiew biskupstwa pomezańskiego

Stanisław Durink, także: During (zm. przed 26 stycznia 1492), polski malarz miniaturzysta, iluminator, nadworny malarz Kazimierza IV Jagiellończyka.
Był synem Piotra Olejarza, malarza przybyłego do Krakowa z Gliwic. Daty urodzin i śmierci Durinka nie są znane, jednak źródła wielokrotnie poświadczają jego działalność w Małopolsce na przestrzeni lat 1443–1492. Nie należał do krakowskiego cechu malarzy, związany był z kapitułą krakowską, a od 1451 był malarzem królewskim. 
W 1448, najprawdopodobniej na zlecenie bpa Zbigniewa Oleśnickiego, wykonał ilustracje do kodeksu Banderia Prutenorum Jana Długosza, jedynego sygnowanego przez Stanisława Durinka dzieła, jakie dotrwało do czasów współczesnych. Autorstwo innych dzieł przypisywanych Durinkowi nie jest pewne.